# Melitta maura
Melitta maura là một loài ong trong họ Melittidae. Loài này được Pérez miêu tả khoa học đầu tiên năm 1896.